# 칼고기아목
칼고기아목(Notopteroidei)은 골설어목에 속하는 아목 분류군이다. 칼고기과와 엘리펀트노즈 등의 코끼리고기과, 김나르쿠스과 그리고 기타 멸종된 과를 포함하고 있다.